# Смитвил (Мисисипи)
Смитвил (енгл. Smithville) град је у америчкој савезној држави Мисисипи.

## Демографија
По попису из 2010. године број становника је 942, што је 60 (6,8%) становника више него 2000. године.
| Група             | 2000.       | 2010.       |
| Белци             | 857 (97,2%) | 896 (95,1%) |
| Афроамериканци    | 14 (1,6%)   | 16 (1,7%)   |
| Азијати           | 2 (0,2%)    | 1 (0,1%)    |
| Хиспаноамериканци | 7 (0,8%)    | 15 (1,6%)   |
| Укупно            | 882         | 942         |